# پرواز ۴۹۷۸ رایان‌ایر
پرواز ۴۹۷۸ رایان‌ایر (به انگلیسی: Ryanair Flight 4978) یک پرواز مسافرتی بین‌المللی بود که در تاریخ ۲۳ مه ۲۰۲۱ از فرودگاه بین‌المللی آتن یونان به فرودگاه ویلنیوس لیتوانی صورت گرفت و در حالی که در حریم هوایی بلاروس بود، توسط دولت بلاروس به فرودگاه ملی مینسک هدایت شد که در آنجا دو نفر از مسافران آن، فعال مخالف و روزنامه‌نگار، رومان پروتاسویچ و دوست دخترش سوفیا ساپگا توسط مقامات دستگیر شدند. این پرواز به بهانه تهدید به بمب‌گذاری به دستور رئیس‌جمهور الکساندر لوکاشنکو توسط جنگنده بلاروسی به سمت مینسک هدایت شد. رویداد فوق توسط مقامات هواپیمایی کشوری و دولت‌های متعدد به‌طور گسترده‌ای محکوم شد.

## حادثه

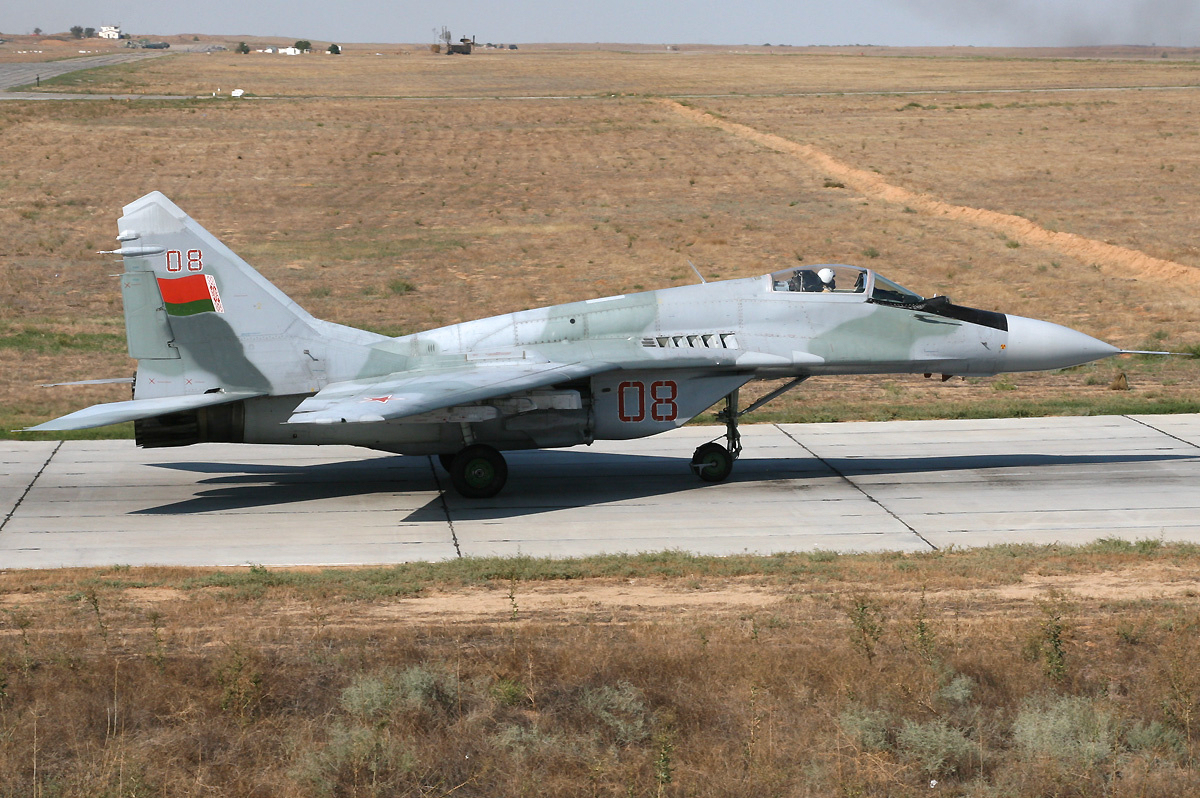
یک جت رهگیری میگ -۲۹ بلاروسی، که مشابه آن برای نشاندن هواپیما استفاده شد.

در ۲۳ مه ۲۰۲۱، پرواز ۴۹۷۸ رایان‌ایر (آتن به ویلنیوس) پس از اعلام تهدید بمب‌گذاری به سمت فرودگاه بین‌المللی مینسک منحرف گردید، در حالی که هواپیما ۴۵ مایل دریایی (۸۳ کیلومتر؛ ۵۲ مایل) در جنوب ویلنیوس و ۹۰ مایل دریایی (۱۷۰ کیلومتر؛ ۱۰۰ مایل) در غرب مینسک پرواز می‌کرد در حریم هوایی بلاروس قرار داشت. به گفته این شرکت هواپیمایی، خلبانان از طرف «مقامات بلاروسی» از «تهدید امنیتی بالقوه در هواپیما» مطلع شده و دستور فرود هواپیما در مینسک را دریافت کردند.
این هواپیما ۶ خدمه و ۱۲۶ مسافر را در خود جای داده‌بود. در فرودگاه مینسک، رومن پروتاسویچ، فعال مخالف بلاروسی، به اتهام فعالیت‌های «تروریستی» از هواپیما پایین آورده و دستگیر شد. دوست دختر او، سوفیا ساپگا، نیز توسط مقامات بلاروس از هواپیما خارج و بازداشت شد. هیچ توضیحی برای دستگیری وی توسط مقامات بلاروس ارائه نشده‌است. ساپگا، شهروند روسی و دانشجوی دانشگاه علوم انسانی اروپا در ویلنیوس، توسط دانشگاه تأیید شد که بازداشت شده‌است. به گفته سرویس‌های مطبوعاتی، علی‌رغم نزدیک بودن هواپیما به حریم ویلنیوس، رئیس‌جمهور بلاروس شخصاً دستور داد پرواز به مینسک هدایت شود و یک هواپیمای جنگنده میگ -۲۹ نیروی هوایی بلاروس را برای اسکورت آن فرستاد. آژانس خبری دولت بلاروس، بلتا، گفت که خلبانان درخواست فرود در مینسک را دادند. هم رایان‌ایر و هم نیروی انتظامی بلاروس گفتند که هیچ بمبی در هواپیما پیدا نشده‌است.
گذشته از پروتاسویچ و دوست دخترش، چهار مسافر دیگر که گمان می‌رود مأموران کی جی بی بلاروس هستند نیز از هواپیما خارج شدند. سویاتلانا سیخانوسکایا ، رهبر مخالفان بلاروس خواستار تحقیق در مورد حادثه توسط سازمان هواپیمایی کشوری بین‌المللی (ایکائو) شد.پروتاسویچ سال گذشته به دلیل نقش در تظاهرات ضد دولتی در لیست «افراد درگیر در فعالیت‌های تروریستی» دولت این کشور قرار گرفته بود. تسیخانوسکایا اظهار داشت که پروتاسویچ در بلاروس «با مجازات اعدام روبرو است». هنگام ترک هواپیما، پروتاسویچ به‌طور مستقل به مسافر دیگری گفت که «اینجا مجازات اعدام در انتظار من است». منبع دیگری گفت که پروتاسویچ با پانزده سال زندان روبرو است.
به گفته منابع نزدیک به تسیخانوسکایا، پروتاسویچ فهمیده بود که در فرودگاه آتن تحت نظر است. وی در پیام‌های خود اظهار داشت که مردی کنار او در صف و ایست بازرسی سعی درگرفتن عکس از اسناد سفرش دارد. علاوه بر این، تادئوس گیسزان، عضوی از کانال تلگرام نکستا که قبلاً توسط پراتاسویچ بروز می‌شد، گفت که افسرانی از کا گ ب در پرواز بوده‌اند که ضمن آغاز «درگیری» با خدمه رایان ایر، اصرار می‌کردند که بمبی در هواپیما کار گذاشته شده‌است. سخنگوی شرکت دولتی فرودگاه‌های لیتوانیایی، لینا بیزینس، به خبرگزاری فرانسه گفت که پرواز «به دلیل درگیری بین یکی از خدمه و مسافران» به سوی مینسک منحرف شده‌است.
مسیر پرواز FR4978 بر فراز بلاروس در ۲۳ مه حتی قبل از چرخش غیر معمول شد. بر اساس داده‌های اولیه فلایت رادار، هواپیما حتی بر فراز بلاروس ارتفاعش را کم نمی‌کرد، که حتی اگر هواپیما بنا داشت که در ویلنیوس بنشیند به‌طور عمومی ضروری بود. یک احتمال این است که مسیر غیرمعمول نشان می‌دهد خلبانان هواپیما سعی کرده‌اند جهت اصلی را حفظ کرده و سریعاً وارد حریم هوایی لیتوانی شوند اما پس از تداخل جنگنده جت بلاروسی مجبور به انحراف شدند.
این هواپیما پس از هفت ساعت توقف روی زمین در مینسک مجاز به حرکت شد و با هشت ساعت و نیم تأخیر به ویلنیوس رسید. پروتاسویچ، ساپگا و سه شهروند روسی هنگام نشستن هواپیما در ویلنیوس در هواپیما نبودند. مسافران اشاره کردند که ۲٫۵ ساعت بدون آب، توالت یا تماس تلفنی منتظر ماندند، در حالی که ۵۰ تا ۶۰ افسر امنیتی بلاروس در فرودگاه مینسک بررسی‌ها را انجام می‌دادند.

## عواقب

### مواضع دولت بلاروس
به دنبال این حادثه، وزارت حمل و نقل بلاروس اعلام کرد که کمیسیونی را برای تحقیق در مورد فرود اجباری آغاز کرده و اظهار داشت که سازمان بین‌المللی هوانوردی غیرنظامی و انجمن بین‌المللی حمل‌ونقل هوایی را در جریان نتیجه بررسی‌ها خواهد گذاشت.
در ۲۴ مه ۲۰۲۱، مدیر گروه هواپیمایی وزارت حمل و نقل بلاروس آرتیم سیکورسکی ایمیل ارسال شده به فرودگاه مینسک را در ۲۳ ماه مه بازخوانی کرد. این پیام حاوی امضای " سربازان حماس " شامل خواسته‌هایی از اسرائیل مبنی بر "درخواست آتش بس در نوار غزه " (نگاه کنید به بحران ۲۰۲۱ اسرائیل و فلسطین) و توقف "حمایت از اسرائیل توسط اتحادیه اروپاً بود. مطابق این نامه، حماس تهدید به منفجر کردن هواپیما بر فراز ویلنیوس کرده بود. صدراعظم آلمان آنگلا مرکل توضیحات بلاروس را «به‌طور کامل غیرقابل قبول» قلمداد کرد. حماس بیان داشت که به هیچ وجه با این حادثه ارتباط نداشته‌است.

### تحریم‌ها
در ۲۴ مه، کابینه لیتوانی در مورد ممنوعیت پروازها به/از لیتوانی بر فراز حریم هوایی بلاروس را، از ۲۵ مه ساعت ۰۰:۰۰ به وقت گرینویچ، (۰۳:۰۰ EEST) اعلام داشت. دبیر حمل و نقل انگلیس، گرانت شپس، به اداره هواپیمایی کشوری دستور داد تا از شرکتهای هواپیمایی انگلیس بخواهد از حریم هوایی بلاروس پرهیز کنند. مجوز شرکت هواپیمایی بلویای بلاروس برای فعالیت در حریم هوایی انگلیس به حالت تعلیق درآمد. ولادیمیر زلنسکی رئیس‌جمهور اوکراین به دولت دستور داد تا ترافیک هوایی با بلاروس را متوقف کند.

### تحریم‌های احتمالی
اتحادیه اروپا قرار است جلسه رهبران را در ۲۴ مه در بروکسل، بلژیک برگزار کند. پیش از این دیدار، رئیس‌جمهور لیتوانی، گیتاناس ناوسودا خواستار اعمال تحریم‌های اقتصادی اتحادیه اروپا علیه بلاروس گردید. هشت کشور درخواست دادند تا پروازها به بلاروس ممنوع شود. پیشنهاد دیگر ممنوعیت ورود ترافیک زمینی از بلاروس به اتحادیه اروپا بود. پروازهای بلاویا در آستانه ممنوعیت ورود به اتحادیه اروپا هستند.

## واکنش‌ها

### بین‌المللی
- ایکائو نگرانی عمیق خود را در مورد «فرود آشکار اجباری» پرواز ابراز کرد. در توئیت ایکائو بیان شده‌است که فرود اجباری می‌تواند نقض کنوانسیون شیکاگو در هواپیمایی بین‌المللی باشد.[۳۴]
- دبیرکل ناتو، ینس استولتنبرگ در توئیتر خود نوشت که زمینگیری پرواز «یک حادثه جدی و خطرناک است که نیاز به تحقیقات بین‌المللی دارد».[۳۵]
- رئیس کمیسیون اروپا اورسولا فون در لاین این حادثه را «کاملاً غیرقابل قبول» توصیف کرد و اظهار داشت: «هرگونه نقض قوانین بین‌المللی حمل و نقل هوایی باید عواقب داشته باشد.»[۱۴]

### کارشناسان حقوقی
آندری هوک، وکیل هواپیمایی اوکراین اظهار داشت که رهگیری توسط هواپیمای نظامی و هدایت مجدد هواپیما به فرودگاهی در دوردست می‌تواند امنیت مسافران و خدمه را به خطر بیندازد. وی همچنین خاطرنشان کرد که پیوست ۲ کنوانسیون شیکاگو رهگیری هواپیماهای غیرنظامی توسط هواپیماهای نظامی را آخرین راه چاره تلقی می‌کند، اما جت نظامی بلاروس بلافاصله بلند شد. دانشیار دانشکده عالی اقتصاد روسیه ، گلب بوگوش، اظهار داشت که صحنه سازی (دراماتیک کردن) تهدید به بمب و رهگیری هواپیما توسط مقامات بلاروس می‌توانست مسافران و خدمه را به خطر بیندازد و هم کنوانسیون شیکاگو و هم کنوانسیون ۱۹۷۱ مونترال باید در ارزیابی حقوقی پرونده مورد استفاده قرار گیرند. وی همچنین پیش‌آمد را «پیشینه ای بسیار خطرناک» خواند.
هواپیمای درگیر یک بوئینگ ۷۳۷–۸۰۰ چهار ساله که در لهستان ثبت گردیده بود. این هواپیما در ماه می سال ۲۰۱۷ در رایان ایر وارد سرویس شد.